# 夏威夷僧海豹
夏威夷僧海豹（學名：Neomonachus schauinslandi）是新僧海豹屬下的一種瀕危物種，原產於夏威夷群島，因而得名。此外它也是夏威夷灰白蝙蝠之外當地唯一的原生哺乳動物。因為人類的過度捕殺和棲息地破壞，夏威夷僧海豹的數量現僅有1,100左右。

## 語源學
夏威夷僧海豹在當地語言中稱為ʻIlio-holo-i-ka-uaua，意思是“在波浪中奔跑的狗”。其學名中的種加詞則是來自1899年于在萊桑島發現了夏威夷僧海豹頭骨的德國科學家雨果·赫爾曼·绍因斯兰（Hugo Hermann Schauinsland）。

## 描述
夏威夷僧海豹有著灰色的毛皮、白色的腹部，身體修長；頭部扁平而較小。其體格使得其可以在深海珊瑚礁里尋覓魚蝦及章魚、烏賊等食物。在不捕獵時，它們會躺在西北夏威夷群島的沙灘上曬太陽。成年夏威夷海豹重170—205（375—452磅），體長2.1—2.3（6英尺11英寸—7英尺7英寸）。

## 外部連結
- .   [2012-11-24]. （原始内容存档于2012-04-13）.
- Bernard, Hannah. . July 8, 2009  [2012-11-24]. （原始内容存档于2012年10月5日）.
- Harker, George R.  (PDF). Guide to Nude Beaches & Recreation - Dr. Leisure. November 27, 2010  [2012-11-24]. （原始内容存档 (PDF)于2013-01-20）.
- .   [2012-11-24]. （原始内容存档于2013-02-14）.
- .   [2012-11-24]. （原始内容存档于2014-03-18）.
- .   [2012-11-24]. （原始内容存档于2013-01-24）.
- .   [2012-11-24]. （原始内容存档于2013-04-15）.